# Aubrey Kate
Aubrey Kate (Las Vegas, 7 novembre 1992) è un'attrice pornografica statunitense transgender.

## Biografia
All'età di 17 anni ha iniziato il suo processo ormonale a base di estrogeni per il cambio di genere sessuale. Quando frequentava l'Università, iniziò a lavorare come ballerina in vari club. Durante uno dei suoi spettacoli, è stata contattata da un produttore della società Kink.com, che l'ha incoraggiata a entrare nel settore pornografico.
A luglio 2013, all'età di 20 anni, ha iniziato la sua carriera nell'industria del porno transgender, girando la sua prima scena per il portale Shemalestrokers.
Da quando è entrata nel settore, ha recitato per case produttrici del settore come Evil Angel e Devil's Films.
Ha ricevuto tre nomination consecutive (2014, 2015 e 2016) agli XBIZ Awards come Transgender Artist of the Year. Nell'edizione 2015 dei Transgender Erotica Awards ha vinto il premio del pubblico.
Nel 2016 è stata nominata per la prima volta agli AVN Awards, ottenendo tre nomination nelle categorie Transsexual Artist of the Year, Best Transsexual Sex Scene for Trans X-Perience e il Fan Award come miglior attrice transessuale. Ha un tatuaggio sul braccio destro oltre che su entrambi i lati sul basso addome.
Nel 2017 ha vinto i premi AVN e XBIZ come miglior attrice transessuale dell'anno.
Nel 2021 registra una scena per Brazzers insieme alla collega pornoattrice Phoenix Marie, diventando la seconda pornostar trans a fare una scena per la casa di produzione (la prima è stata Daisy Taylor). Al 2022 ha girato oltre 290 scene con case di produzione quali Evil Angel, Pure Taboo, Trans Angel, Devil's Film e ha ottenuto 14 AVN, 1 XBIZ e 2 XRCO Award, risultando l'unica attrice trans ad aver vinto 3 volte il premio come miglior performer agli AVN nonché quella con maggiori trofei.

## Riconoscimenti
- AVN Awards
  - 2017 – Transgender Performer of the Year[9]
  - 2017 – Favorite Trans Porn Star (Fan Award)[9]
  - 2017 – Favorite Trans Cam Star (Fan Award)[9]
  - 2018 – Best Transgender Sex Scene per Adriana Checkik is the Squirt Queen con Adriana Checkik[10]
  - 2018 – Transgender Performer of the Year[10]
  - 2018 – Favorite Trans Cam Star (Fan Award)[10]
  - 2019 – Best Transgender Sex Scene per Aubrey Kate: TS Superstar con Lance Hart, Eli Hunter, Will Havoc, Ruckus, Colby Jansen e D. Arclyte[11]
  - 2019 – Favorite Trans Cam Star (Fan Award)[11]
  - 2020 – Best Transgender One-on-One Sex Scene per Captain Marvel XXX: An Axel Braun Parody con Kenzie Taylor[12]
  - 2021 – Transgender Performer of the Year[13]
  - 2021 – Best Transgender One-on-One Sex Scene per The TS Life 2 con Khloe Kay[14]
  - 2021 – Favorite Trans Porn Star (Fan Award)[15]
  - 2022 – Best Transgender Group Sex Scene per Succubus – Part 4 con Small Hands e Jane Wilde[16]
  - 2022 – Best Transgender One-on-One Sex Scene per Succubus – Part 1 con Small Hands[16]
  - 2023 - Hottest Trans Creator Collab con Small Hands (Fan Award)[17]
  - 2024 - Favorite Trans Cam/ Creator (Fan Award)[18]
  - 2024 - Hottest Trans Creator Collab con Dante Colle (Fan Award)[19]
  - 2025 - Favorite Trans Cam Girl/ Creator (Fan Award)[20]
- XBIZ Awards
  - 2017 – Transexual Performer of the Year[21]
- XRCO Awards
  - 2019 – Trans Performer of the Year[22]
  - 2020 – Trans Performer of the Year[23]
- Transgender Erotica Awards
  - 2017 – Best Hardcore Performer[24]
  - 2017 – Best Scene per TS Seduction con Phoenix Marie e Will Havoc[24]
  - 2018 - Best Hardcore Performer[25]
  - 2018 - Fan Choice Award[25]
  - 2020 - Transcendece Award[26]
  - 2023 – Best Girl/Boy Scene per Pansexual X Porn Crash 3 con Dante Colle[27]
  - 2024 - Lifetime Achieviement Award con Aiden Starr[28]